# Sentiero a lunga percorrenza

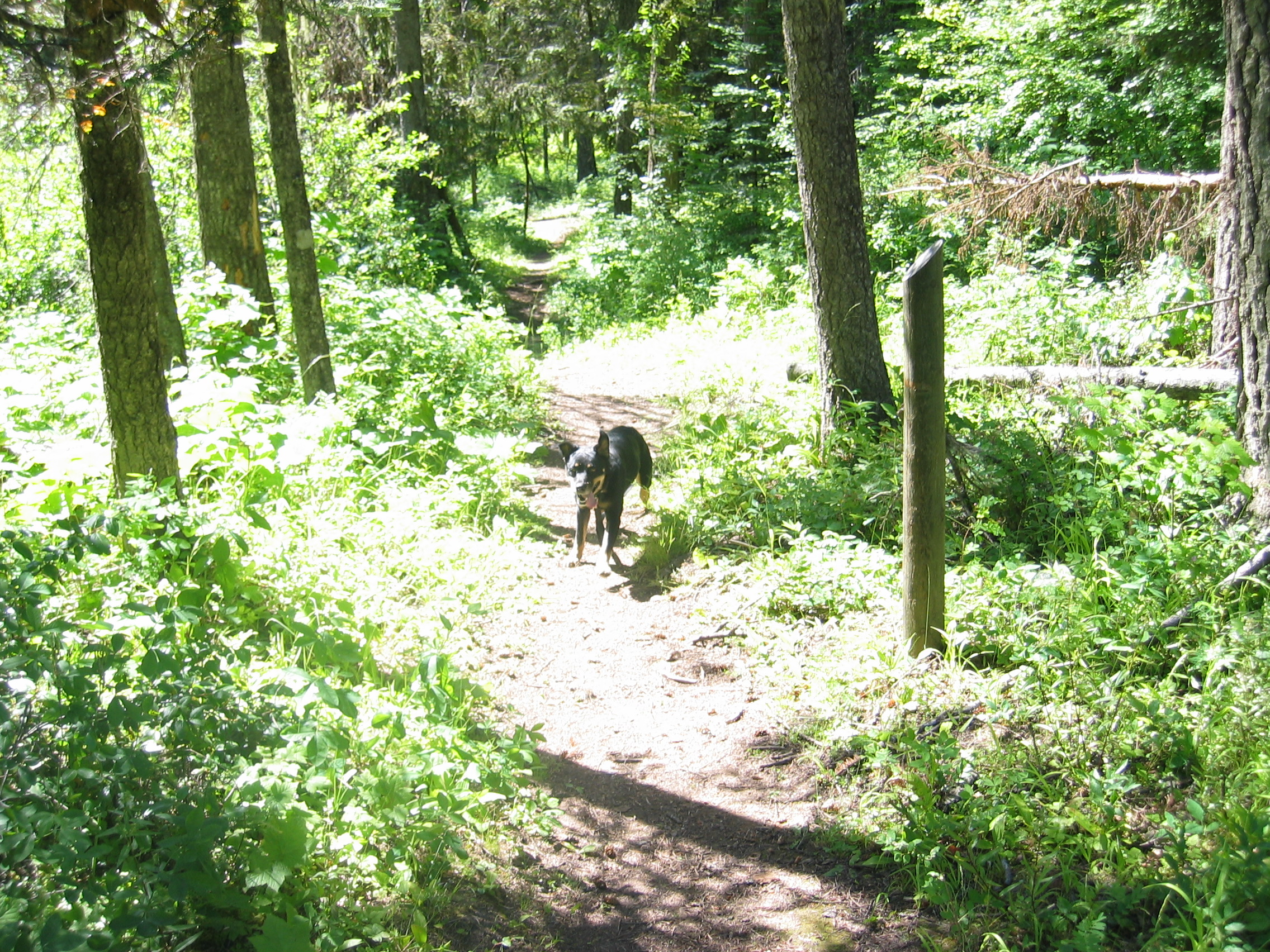
Un sentiero fra le Montagne Blu nell'Oregon. Sentieri di questa lunghezza sono pensati per un tipo di escursioni molto impegnative

Un sentiero a lunga percorrenza (in inglese long-distance path, di cui sono un esempio le greenway) a volte detto anche traversata, è un sentiero che attraversa principalmente zone rurali, utilizzato per camminate o escursioni nel tempo libero (ad es. ciclismo, equitazione e sci di fondo).

## Descrizione

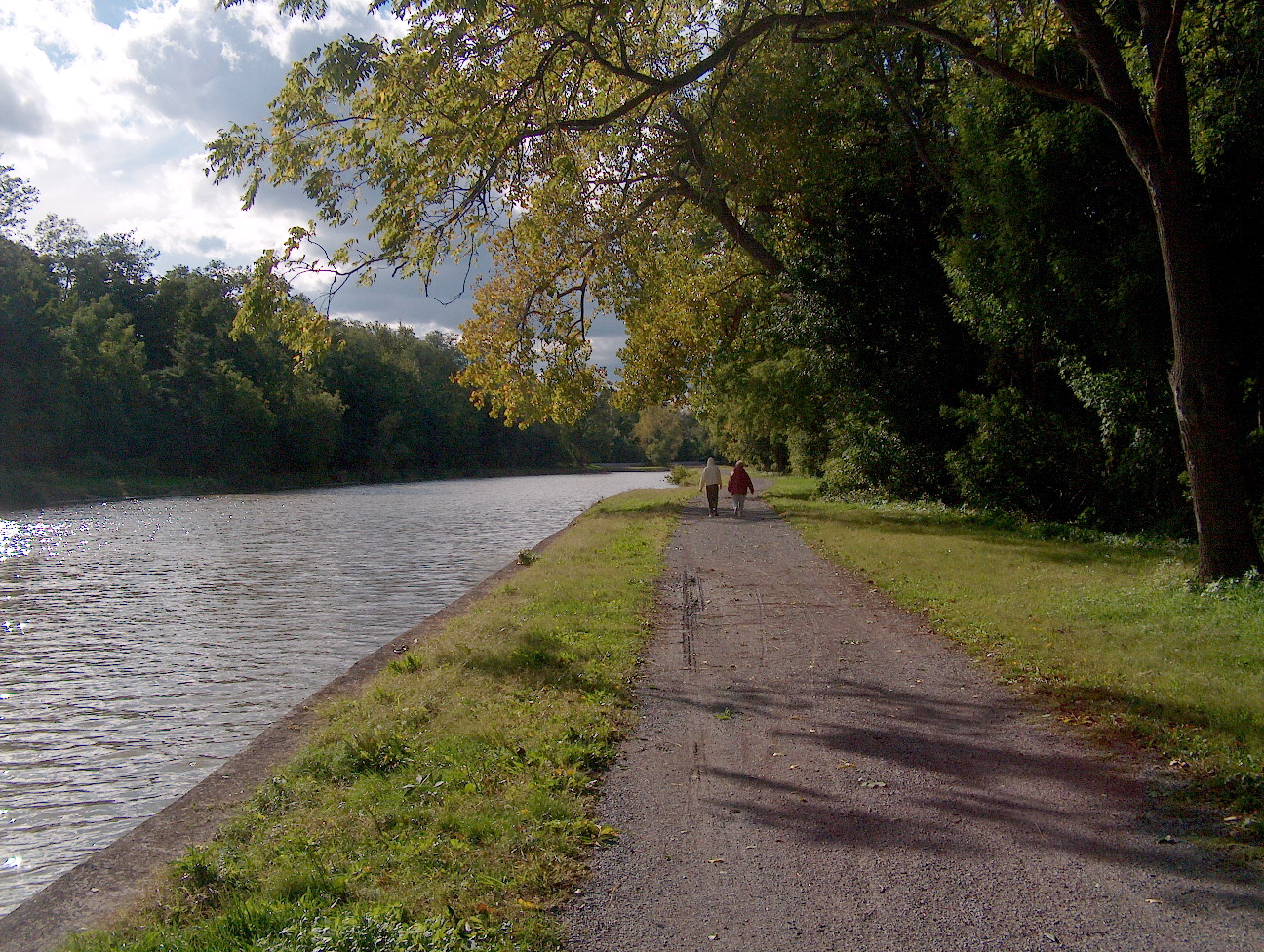
Canale Erie vicino a Rochester, nello stato di New York

Qualunque strada che nel nome contiene la parola trail (way nel Regno Unito, e Via in Italia) viene classificata come sentiero a lunga percorrenza, semplicemente per il solo fatto che un comune camminatore non riesce in una sola giornata a percorrerlo da un estremo all'altro. Tuttavia, una seconda condizione vuole che questi sentieri siano lunghi almeno cinquanta chilometri, mentre nel Regno Unito la normalità è di qualche centinaio, e ancora di più negli Stati Uniti. In alcuni Paesi, sono oggetto di particolare sorveglianza e manutenzione, proprio al fine di agevolare al massimo il percorso di transito per gli utenti non motorizzati. 
Il problema dell'erosione freatica e pluviale dei terreni non si presenta nei percorsi ricavati da ex stazioni ferroviarie dismesse, da antiche strade romane carrozzabili, oppure in zone collinari dove il terreno nei secoli è stato appositamente piastrellato per resistere a questo tipo di fenomeni. Nel Regno Unito furono il risultato dell'affermazione secolare di un vero e proprio diritto di passaggio (o Servitù), esistente anche nell'ordinamento giuridico italiano. La legge vietava di chiudere con delle recinzioni la proprieta' terriera, dovendosi invece lasciare uno spazio libero per il transito di persone e animali nei terreni confinanti (diritto di singoli), ovvero per l'accesso alle risorse naturali del demanio pubblico (diritto collettivo, disclosure act of open fields). Dall'unione di questi diritti di passaggio, sorgevano strade più complesse.

### Tipologie

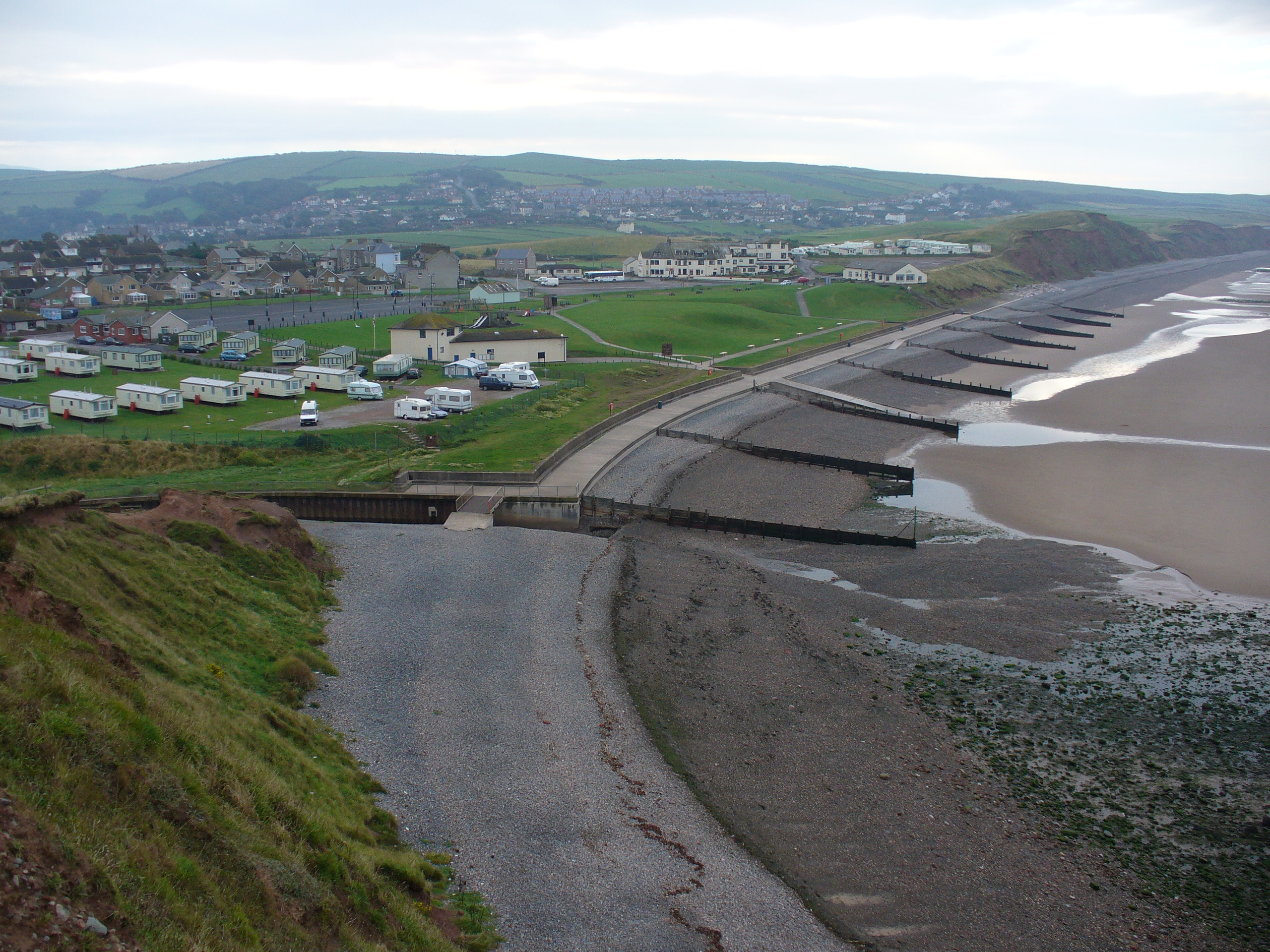
Coast to Coast Walk

Tipologie di sentieri a lunga percorrenza sono: 
- percorsi per biciclette (Long-distance cycling routes): dati dal collegamento di più piste ciclabili
- percorso fluviale: sentieri che seguono la riva di un fiume, come il New York State Canal System. In alcuni casi, erano utilizzate come alaggi per trainare le imbarcazioni.
- percorsi costieri: come l'England Coast Path, il South West Coast Path e Isle of Wight Coastal Path nel Regno Unito, il West Coast Trail e l'East Coast Trail in Canada, l'Otter Trail in Sud-Africa, il Gold Coast Oceanway in Australia.
- percorsi coast-to-coast: Coast to Coast Walk in Gran Bretagna
- percorsi sulle ferrovie abbandonate (Rail trails)
- percorsi escursionistici in zone di montagna
- percorsi per animali: mulattiere, ippovie, aree di equiturismo.